# Martim-pescador-pequeno
Guarda-rios-verde ou martim-pescador-pequeno (Chloroceryle americana) é uma espécie de martim-pescador presente desde o sul dos Estados Unidos e México até o Brasil e Argentina. Chegam a medir até 19 cm de comprimento, com plumagem verde com fita nucal, garganta e partes inferiores brancas e peito ferrugíneo. Também são conhecidos pelo nome de ariramba-pequena e martim-cachaça.

## Subespécies
São reconhecidas cinco subespécies:
- Chloroceryle americana americana (Gmelin, 1788) - ocorre em toda a região Tropical da América do Sul e nas ilhas de Trinidad e Tobago;
- Chloroceryle americana hachisukai (Laubmann, 1942) - ocorre nos Estados Unidos da América desde o extremo Sul do estado do Arizona até o Centro Oeste do Texas e no Noroeste do México;
- Chloroceryle americana septentrionalis (Sharpe, 1892) - ocorre nos Estados Unidos da América, desde o Centro do estado do Texas até o Sul da Colômbia e Oeste da Venezuela;
- Chloroceryle americana cabanisii (Tschudi, 1846) - ocorre no Oeste da Colômbia e no Oeste do Equador a Oeste dos Andes até o Norte do Chile;
- Chloroceryle americana mathewsii (Laubmann, 1927) - ocorre no Sul do Brasil e Bolívia até o Norte da Argentina.